# Kostel Saint-Lambert de Vaugirard
Kostel Saint-Lambert de Vaugirard (tj. svatého Lamberta z Vaugirard) je katolický farní kostel v 15. obvodu v Paříži, v ulici Rue Gerbert. Kostel je zasvěcen Lambertovi z Maastrichtu a pojmenován po bývalé obci Vaugirard.

## Historie
První kostel zasvěcený Panně Marii byl ve vesnici Vaugirard postaven v roce 1342. Nacházel se v prostoru dnešního náměstí Place Henri-Rollet. V roce 1453 sem byly přeneseny ostatky svatého Lamberta.
Dne 22. srpna 1846 městská rada obce Vaugirard odhlasovala výstavbu nového kostela na darovaném pozemku a o tři měsíce později odhlasovala zboření starého kostela. Dne 28. května 1853 kostel vysvětil pařížský arcibiskup Marie Dominique Auguste Sibour. Kostel byl spravován benediktinskými mnichy z kláštera Saint-Germain-des-Prés.
V roce 1860 byla obec Vaugirard připojena k Paříži a stala se součástí 15. obvodu. Kostel dal jméno nově zřízené administrativní čtvrti Saint-Lambert.

## Architektura
Kostel měří 58 metrů na délku, 25,5 metrů do šířky a jeho zvonice dosahuje 50 metrů.
V kostele je kaple Sacré-Cœur, kterou vyzdobil malíř Jean-François Brémond (1807-1868) obrazem Le Christ aux limbes.